# Anti-Terre
 (janvier 2019).
Si vous disposez d'ouvrages ou d'articles de référence ou si vous connaissez des sites web de qualité traitant du thème abordé ici, merci de compléter l'article en donnant les références utiles à sa vérifiabilité et en les liant à la section « Notes et références ».

L'Anti-Terre dans le livre Mary Acworth - Dante and the Early Astronomers (1913).

L’Anti-Terre (également appelée Contre-Terre, par traduction de l'anglais) est un objet céleste hypothétique censé évoluer sur une trajectoire opposée à celle de la Terre. Cette hypothèse, formulée dès l'Antiquité, a depuis été réfutée par les lois physiques.

## Historique
La théorie de l'Anti-Terre (baptisée également Antichthon ou Orca[réf. nécessaire]) a été pour la première fois formulée par les Pythagoriciens, dans le cadre du modèle astronomique de cette école, entre autres par Philolaos de Crotone. Elle suggérait qu'il existait une planète diamétralement opposée par rapport au Soleil, et donc invisible depuis celle-ci[réf. non conforme].
L'école pythagoricienne du ve siècle av. J.-C. émet l'idée d'un système pyrocentrique où toutes les planètes et le Soleil tournent autour d'un feu central. Une anti-Terre tournerait autour de ce feu central à l'opposé de la Terre,.

## Impossibilité scientifique

### Dans le système solaire de Newton
La vision moderne du système solaire est faite d'un Soleil situé non pas au centre mais à l'un des deux foyers d'orbites elliptiques de planètes (en affinant encore, le point fixe n'est pas le centre du Soleil mais le centre de masse du système solaire). De plus, la deuxième loi de Kepler montre que le rayon vecteur allant du Soleil à la planète balaie des aires égales en des durées égales à tout stade de l'orbite. En conséquence, si la Terre et l'Anti-Terre étaient sur la même orbite, l'Anti-Terre ne pourrait rester en permanence à l'opposé de la Terre par rapport au Soleil.
Ainsi, quand la Terre est au périhélie, l'Anti-Terre doit être à l'aphélie. Or, suivant la loi de Kepler, la vitesse de la Terre sur son orbite est alors maximale, et celle de l'Anti-Terre, minimale. Les deux planètes deviennent mutuellement visibles (le schéma ne respecte pas l'échelle entre distance et taille : la taille du Soleil est bien trop faible pour cacher les planètes quand l'opposition n'est plus parfaite).

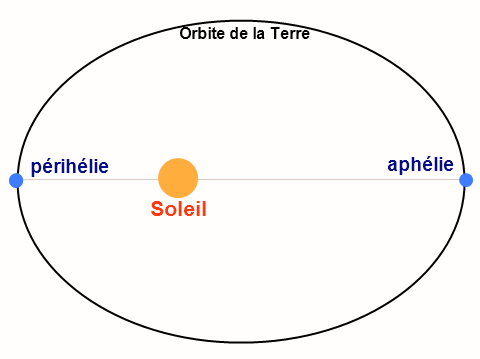
Aphélie-Périhélie de l'orbite de la Terre autour du Soleil.

En fait, pour être réellement cachée par le Soleil, l'Anti-Terre ne devrait pas se trouver sur la même orbite, mais sur une orbite symétrique (le second foyer de cette orbite serait le symétrique du second foyer de l'orbite de la Terre — dans les deux cas le premier foyer est le Soleil). Mais cette situation n'est pas vraisemblable. D'une part l'Anti-Terre aurait été vue par les sondes lancées dans le Système solaire, et même bien avant, aurait été mise en évidence par ses effets gravitationnels sur les autres planètes. Ensuite, une telle configuration est tout simplement incompatible avec le processus de formation planétaire. En effet, lors de leur formation les planètes éliminent tout objet concurrent à une même distance du Soleil, ceci constituant d’ailleurs l'un des trois critères utilisés par l’Union astronomique internationale pour définir une planète. La cohabitation symétrique de deux planètes est donc exclue.

### Point de Lagrange
Dans un système en équilibre comme le système Terre-Soleil, les points de Lagrange permettent aux objets qui s'y trouvent de rester en équilibre, à cause de la configuration particulière des forces de gravité des deux objets majeurs. La position d'une éventuelle anti-Terre correspond au point de Lagrange L3, soit sur l'axe des deux corps et presque au point symétrique de la Terre par rapport au Soleil parce que la Terre est peu massive devant le Soleil. Mais ce point de Lagrange est instable : la moindre perturbation suffit à faire sortir le corps de sa position d'équilibre. Plus encore, symétriquement, si l'objet était de masse comparable à celle de la Terre, c'est la Terre elle-même qui serait elle aussi en orbite instable.
La mécanique newtonienne suffit ainsi à démontrer l'impossibilité d'une Anti-Terre : deux planètes comparables ne peuvent pas rester en orbite autour du Soleil à l'opposé l'une de l'autre.

## Dans les œuvres de fiction
- « Antiterra » ou « Demonia » est le théâtre du roman Ada ou l'Ardeur de Vladimir Nabokov. Bien que la géographie et l'histoire de ce monde soient en grande partie similaires à celle de la Terre, l'Amérique du Nord, sur Antiterra, a été largement colonisée par les Russes et les Français, tandis que l'Europe et l'Afrique sont entièrement sous la domination de l'Empire britannique. Van Veen, l'un des deux personnages principaux du roman, choisit un temps de se consacrer à l'étude des croyances et hallucinations portant sur un monde parallèle nommé « Terra ».
- Le roman La planète ignorée de René Guillot décrit une anti-Terre.
- Sorti en 1951, le film L'Homme de la planète X (en) met en scène les habitants d'une planète X située au point L3 qui s'apprêtent à envahir la Terre[7].
- L'anti-Terre est le lieu où se trouvent les Cités obscures, dans la bande dessinée du même nom de François Schuiten et Benoît Peeters. Ses habitants connaissent l’existence de la Terre, alors que les Terriens ne connaissent pas l'existence de l’anti-Terre.
- Dans l'univers Marvel Comics, le Maître de l'évolution a fabriqué une Contre-Terre[8]. Le Beyonder déplaça cette planète hors du système solaire, et elle fut détruite lors de la crise du gant de l'infini.
- La planète Gor imaginée en 1966 par l'Américain John Norman est une anti-Terre[9].
- Le film Danger, planète inconnue met en scène un astronaute se trouvant propulsé sur une anti-Terre. Le concept allant encore plus loin, puisque tout est inversé (Terre miroir) : si les mêmes personnes existent sur les deux Terres, les droitiers deviennent gaucher et inversement, le courant électrique inversé (?) détruit les appareils de l'astronaute, etc.
- Dans une de ses notes, Boulet imagine l'existence d'une forme d'anti-Terre. Il y suppose l'existence d'une forme de vie extraterrestre se cachant des terriens par crainte de leur réaction s'ils les découvraient[10].